# Atchison, Kansas
Atchison är en stad (city) i Atchison County, i delstaten Kansas, USA. Enligt United States Census Bureau har staden en folkmängd på 10 943 invånare (2011) och en landarea på 20,3 km². Atchison är huvudort i Atchison County.

## Kända personer från Atchison
- Amelia Earhart, flygare
- Chester L. Mize, politiker